# منتخب ساموا الأمريكية لكرة القدم
منتخب ساموا الأمريكية لكرة القدم (بالساموية: Au soka Amerika Sāmoa)‏ وهو المنتخب الوطني في ساموا الأمريكية ويديره اتحاد ساموا الأمريكية لكرة القدم . لم يسبق له التأهل إلى بطولة كأس العالم . لم يسبق له الفوز في مباراة دولية معترفة من الاتحاد الدولي لكرة القدم . أكبر خسارة له كانت على منتخب أستراليا 31 مقابل لاشيء.

## وصلات خارجية
- قائمة بيانات المنتخب من الموقع الرسمي للفيفا باللغة العربية